# 石川長津
石川 長津（いしかわ の ながつ）は、平安時代初期の貴族。名は永津とも記される。官位は正五位下・木工頭。

## 経歴
弘仁10年（819年）内舎人に任ぜられたのち、嵯峨朝では右京大進・修理大進・民部大丞・皇太后宮少進を歴任する。弘仁14年（823年）淳和天皇の即位に伴い、従五位下・大和介に叙任される。天長8年（831年）木工助を経て、天長9年（832年）従五位上に叙せられる。
仁明朝の承和10年（843年）加賀介として地方官に転じ、嘉祥2年（849年）正五位下に昇叙される。文徳朝の仁寿2年（852年）木工頭。斉衡元年（854年）12月3日卒去。享年70。最終官位は木工頭正五位下。

## 人物
工芸の技術に優れ、精勤を宗とした。木工寮の官職を頻繁に務めたが、木工寮内にて公務を務めている間に頓死した。父・河主から受け継いだ数千巻の文書を一棟の建物に所蔵していたが、長津の没後に文書は散逸し行方知れずになってしまったという。

## 官歴
『六国史』による。
- 弘仁10年（819年） 3月：内舎人
- 弘仁12年（821年） 2月：右京大進
- 弘仁13年（822年） 6月：修理大進。閏9月：民部大丞
- 時期不詳：正六位上
- 弘仁14年（823年） 正月：皇太后宮少進。4月27日：従五位下。5月：大和介
- 天長8年（831年） 7月：木工助
- 天長9年（832年） 正月7日：従五位上
- 承和10年（843年） 正月12日：加賀介
- 嘉祥2年（849年） 11月24日：正五位下
- 仁寿2年（852年） 2月14日：木工頭
- 斉衡元年（854年） 12月3日：卒去（木工頭正五位下）